# Grupp C i kvalspelet till Europamästerskapet i fotboll för herrar 2008
Tabell och resultat för Grupp C i kvalspelet till Europamästerskapet i fotboll för herrar 2008.

## Tabell
| Nr | Lag ( )                 | S  | V  | O | F | GM | IM | MS  | P  |
| -- | ----------------------- | -- | -- | - | - | -- | -- | --- | -- |
| 1  | Grekland                | 12 | 10 | 1 | 1 | 25 | 10 | +15 | 31 |
| 2  | Turkiet                 | 12 | 7  | 3 | 2 | 25 | 11 | +14 | 24 |
| 3  | Norge                   | 12 | 7  | 2 | 3 | 27 | 11 | +16 | 23 |
| 4  | Bosnien och Hercegovina | 12 | 4  | 1 | 7 | 16 | 22 | −6  | 13 |
| 5  | Moldavien               | 12 | 3  | 3 | 6 | 12 | 19 | −7  | 12 |
| 6  | Ungern                  | 12 | 4  | 0 | 8 | 11 | 22 | −11 | 12 |
| 7  | Malta                   | 12 | 1  | 2 | 9 | 10 | 31 | −21 | 5  |

### Inbördes möten
| Lag       | S | V | O | F | GM | IM | MS | P |
| --------- | - | - | - | - | -- | -- | -- | - |
| Moldavien | 2 | 1 | 0 | 1 | 3  | 2  | +1 | 3 |
| Ungern    | 2 | 1 | 0 | 1 | 2  | 3  | −1 | 3 |

## Sammanfattning
Grupp C dominerades av de regerande europamästarna Grekland. Av deras tolv matcher vann de tio, spelade en oavgjord och förlorade bara en. Förlusten kom på hemmaplan mot ärkerivalen Turkiet som vann med hela 4–1 i Aten. Men då lagen möttes på nytt i Istanbul mot slutet av kvalet revanscherade grekerna sig och vann 1–0, en seger som dessutom säkrade grekernas avancemang till EM-turneringen med två matcher kvar att spela. Med 31 poäng var Grekland det lag som lyckades få ihop flest poäng av alla, och grekerna var dessutom det enda lag som förmådde att göra mål i alla sina landskamper i kvalet. 
De övriga lagen fick därmed nöja sig med att slåss om andraplatsen i gruppen, och efter förlusten mot Grekland låg Turkiet på tredjeplats, ett poäng efter Norge, med två matcher kvar att spela. Därmed blev mötet i Oslo mellan Norge och Turkiet i näst sista omgången indirekt avgörande för vilket lag som skulle följa med Grekland. Vid seger mot Norge kunde Turkiet ha avgörandet i sina egna händer inför den sista omgången mot Bosnien-Herzegovina, medan Norge vid seger skulle skaffa sig ett ointagligt försprång mot turkarna. Oavgjort hade också varit ett fördelaktigt resultat för Norge, då de i så fall bara hade behövt en seger i sin sista match mot jumbon Malta.
Matchen mellan Norge och Turkiet inleddes också med ett mål av hemmalaget genom Erik Hagen efter tolv minuters spel. Turkiet kvitterade emellertid 30 minuter in i matchen genom Emre Belözoglu och fjorton minuter efter halvtid kom avgörandet genom ett mål av Nihat Kaveci, och norrmännen lyckades inte komma tillbaka. 
Genom att vinna den sista matchen mot Bosnien-Hercegovina med 1–0 i nästa omgång säkrade därmed turkarna sitt avancemang och Norges 4–1-seger mot Malta blev betydelselös. Detta var den tredje av de fyra senaste EM-turneringarna som Turkiet lyckades kvalificera sig till. I EM 2004 blev man överraskande utslaget av Lettland i playoffen, men annars har Turkiet stadigt varit med. 
I botten av gruppen uppnådde för övrigt Malta sin första seger i EM på 24 år, och sin tredje seger någonsin, genom att vinna mot Ungern på hemmaplan med 2–1. Innan dess hade Malta inte vunnit sedan en 2–1-seger mot Island den 5 juni 1982.

## Resultat
|  | 2 september 2006 18:15 | Malta                | 2–5 | Bosnien och Hercegovina                                                    | Ta’ Qali-stadion, Attard                  |                                           |
|  |                        | Pace (6) Mifsud (86) |     | Barbarez (4) Hrgović (10) Bartolović (45+1) Muslimović (49) Misimović (51) | Publik: 4 000 Domare: Vejlgaard (Danmark) | Publik: 4 000 Domare: Vejlgaard (Danmark) |
|  |                        |                      |     |                                                                            | Publik: 4 000 Domare: Vejlgaard (Danmark) | Publik: 4 000 Domare: Vejlgaard (Danmark) |
|  |                        |                      |     |                                                                            | Publik: 4 000 Domare: Vejlgaard (Danmark) | Publik: 4 000 Domare: Vejlgaard (Danmark) |

|  | 2 september 2006 19:00 | Ungern        | 1–4 | Norge                                          | Szusza Ferenc Stadium, Budapest             |                                             |
|  |                        | Gera (str 90) |     | Solskjær (15, 54) Strømstad (31) Pedersen (41) | Publik: 10 500 Domare: Vink (Nederländerna) | Publik: 10 500 Domare: Vink (Nederländerna) |
|  |                        |               |     |                                                | Publik: 10 500 Domare: Vink (Nederländerna) | Publik: 10 500 Domare: Vink (Nederländerna) |
|  |                        |               |     |                                                | Publik: 10 500 Domare: Vink (Nederländerna) | Publik: 10 500 Domare: Vink (Nederländerna) |

|  | 2 september 2006 20:15 | Moldavien | 0–1 | Grekland          | Zimbru Stadium, Chişinău                   |                                            |
|  |                        |           |     | Lyberopoulos (77) | Publik: 10 500 Domare: Trefoloni (Italien) | Publik: 10 500 Domare: Trefoloni (Italien) |
|  |                        |           |     |                   | Publik: 10 500 Domare: Trefoloni (Italien) | Publik: 10 500 Domare: Trefoloni (Italien) |
|  |                        |           |     |                   | Publik: 10 500 Domare: Trefoloni (Italien) | Publik: 10 500 Domare: Trefoloni (Italien) |

|  | 6 september 2006 19:00 | Norge                       | 2–0 | Moldavien | Ullevaal Stadion, Oslo                       |                                              |
|  |                        | Strømstad (74) Iversen (79) |     |           | Publik: 23 848 Domare: Ristoskov (Bulgarien) | Publik: 23 848 Domare: Ristoskov (Bulgarien) |
|  |                        |                             |     |           | Publik: 23 848 Domare: Ristoskov (Bulgarien) | Publik: 23 848 Domare: Ristoskov (Bulgarien) |
|  |                        |                             |     |           | Publik: 23 848 Domare: Ristoskov (Bulgarien) | Publik: 23 848 Domare: Ristoskov (Bulgarien) |

|  | 6 september 2006 20:00 | Turkiet               | 2–0 | Malta | Commerzbank-Arena, Frankfurt            |                                         |
|  |                        | Nihat (74) Tümer (77) |     |       | Publik: 0 Domare: B. González (Spanien) | Publik: 0 Domare: B. González (Spanien) |
|  |                        |                       |     |       | Publik: 0 Domare: B. González (Spanien) | Publik: 0 Domare: B. González (Spanien) |
|  |                        |                       |     |       | Publik: 0 Domare: B. González (Spanien) | Publik: 0 Domare: B. González (Spanien) |

|  | 6 september 2006 20:15 | Bosnien och Hercegovina | 1–3 | Ungern                                | Bilino Polje, Zenica                      |                                           |
|  |                        | Misimović (str 64)      |     | Huszti (str 36) Gera (46) Dárdai (49) | Publik: 20 000 Domare: Kapitanis (Cypern) | Publik: 20 000 Domare: Kapitanis (Cypern) |
|  |                        |                         |     |                                       | Publik: 20 000 Domare: Kapitanis (Cypern) | Publik: 20 000 Domare: Kapitanis (Cypern) |
|  |                        |                         |     |                                       | Publik: 20 000 Domare: Kapitanis (Cypern) | Publik: 20 000 Domare: Kapitanis (Cypern) |

|  | 7 oktober 2006 19:00 | Moldavien             | 2–2 | Bosnien och Hercegovina   | Zimbru Stadium, Chişinău                      |                                               |
|  |                      | Rogaciov (13, str 32) |     | Misimović (63) Grlić (68) | Publik: 11 000 Domare: Piccirillo (Frankrike) | Publik: 11 000 Domare: Piccirillo (Frankrike) |
|  |                      |                       |     |                           | Publik: 11 000 Domare: Piccirillo (Frankrike) | Publik: 11 000 Domare: Piccirillo (Frankrike) |
|  |                      |                       |     |                           | Publik: 11 000 Domare: Piccirillo (Frankrike) | Publik: 11 000 Domare: Piccirillo (Frankrike) |

|  | 7 oktober 2006 19:00 | Ungern | 0–1 | Turkiet    | Stadium Puskás Ferenc, Budapest         |                                         |
|  |                      |        |     | Sanli (41) | Publik: 9 500 Domare: Hamer (Luxemburg) | Publik: 9 500 Domare: Hamer (Luxemburg) |
|  |                      |        |     |            | Publik: 9 500 Domare: Hamer (Luxemburg) | Publik: 9 500 Domare: Hamer (Luxemburg) |
|  |                      |        |     |            | Publik: 9 500 Domare: Hamer (Luxemburg) | Publik: 9 500 Domare: Hamer (Luxemburg) |

|  | 7 oktober 2006 21:30 | Grekland         | 1–0 | Norge | Karaiskakis-stadion, Pireus               |                                           |
|  |                      | Katsouranis (33) |     |       | Publik: 25 000 Domare: Michel (Slovakien) | Publik: 25 000 Domare: Michel (Slovakien) |
|  |                      |                  |     |       | Publik: 25 000 Domare: Michel (Slovakien) | Publik: 25 000 Domare: Michel (Slovakien) |
|  |                      |                  |     |       | Publik: 25 000 Domare: Michel (Slovakien) | Publik: 25 000 Domare: Michel (Slovakien) |

|  | 11 oktober 2006 19:15 | Malta             | 2–1 | Ungern         | Ta’ Qali-stadion, Attard                  |                                           |
|  |                       | Schembri (14, 53) |     | Torghelle (19) | Publik: 5 000 Domare: Ver Eecke (Belgien) | Publik: 5 000 Domare: Ver Eecke (Belgien) |
|  |                       |                   |     |                | Publik: 5 000 Domare: Ver Eecke (Belgien) | Publik: 5 000 Domare: Ver Eecke (Belgien) |
|  |                       |                   |     |                | Publik: 5 000 Domare: Ver Eecke (Belgien) | Publik: 5 000 Domare: Ver Eecke (Belgien) |

|  | 11 oktober 2006 20:00 | Turkiet                               | 5–0 | Moldavien | Commerzbank-Arena, Frankfurt           |                                        |
|  |                       | Şükür (35, str 37, 43, 73) Şanlı (68) |     |           | Publik: 0 Domare: Vollquartz (Danmark) | Publik: 0 Domare: Vollquartz (Danmark) |
|  |                       |                                       |     |           | Publik: 0 Domare: Vollquartz (Danmark) | Publik: 0 Domare: Vollquartz (Danmark) |
|  |                       |                                       |     |           | Publik: 0 Domare: Vollquartz (Danmark) | Publik: 0 Domare: Vollquartz (Danmark) |

|  | 11 oktober 2006 19:15 | Bosnien och Hercegovina | 0–4 | Grekland                                                             | Bilino Polje, Zenica                       |                                            |
|  |                       |                         |     | Charisteas (str 8) Patsatzoglou (82) Samaras (85) Katsouranis (90+4) | Publik: 10 000 Domare: Baskakov (Ryssland) | Publik: 10 000 Domare: Baskakov (Ryssland) |
|  |                       |                         |     |                                                                      | Publik: 10 000 Domare: Baskakov (Ryssland) | Publik: 10 000 Domare: Baskakov (Ryssland) |
|  |                       |                         |     |                                                                      | Publik: 10 000 Domare: Baskakov (Ryssland) | Publik: 10 000 Domare: Baskakov (Ryssland) |

|  | 24 mars 2007 19:00 | Moldavien     | 1–1 | Malta       | Zimbru Stadium, Chişinău                     |                                              |
|  |                    | Epureanu (85) |     | Mallia (73) | Publik: 10 000 Domare: Aliyev (Azerbajdzjan) | Publik: 10 000 Domare: Aliyev (Azerbajdzjan) |
|  |                    |               |     |             | Publik: 10 000 Domare: Aliyev (Azerbajdzjan) | Publik: 10 000 Domare: Aliyev (Azerbajdzjan) |
|  |                    |               |     |             | Publik: 10 000 Domare: Aliyev (Azerbajdzjan) | Publik: 10 000 Domare: Aliyev (Azerbajdzjan) |

|  | 24 mars 2007 19:00 | Norge               | 1–2 | Bosnien och Hercegovina        | Ullevaal Stadion, Oslo                 |                                        |
|  |                    | John Carew (str 50) |     | Misimović (18) Muslimović (33) | Publik: 16 987 Domare: Riley (England) | Publik: 16 987 Domare: Riley (England) |
|  |                    |                     |     |                                | Publik: 16 987 Domare: Riley (England) | Publik: 16 987 Domare: Riley (England) |
|  |                    |                     |     |                                | Publik: 16 987 Domare: Riley (England) | Publik: 16 987 Domare: Riley (England) |

|  | 24 mars 2007 21:30 | Grekland      | 1–4 | Turkiet                                        | Karaiskakis-stadion, Pireus             |                                         |
|  |                    | Kyrgiakos (5) |     | Şanlı (27) Ünal (55) Metin (70) Karadeniz (81) | Publik: 31 405 Domare: Stark (Tyskland) | Publik: 31 405 Domare: Stark (Tyskland) |
|  |                    |               |     |                                                | Publik: 31 405 Domare: Stark (Tyskland) | Publik: 31 405 Domare: Stark (Tyskland) |
|  |                    |               |     |                                                | Publik: 31 405 Domare: Stark (Tyskland) | Publik: 31 405 Domare: Stark (Tyskland) |

|  | 28 mars 2007 18:00 CEST | Ungern              | 2–0     | Moldavien | Szusza Ferenc Stadium, Budapest Publik: 5 000 Domare: Ingvarsson (Sverige) |  |
|  |                         | Priskin 9' Gera 63' | Rapport |           |                                                                            |  |
|  |                         |                     |         |           |                                                                            |  |
|  |                         |                     |         |           |                                                                            |  |

|  | 28 mars 2007 19:30 CEST | Malta | 0–1     | Grekland          | Ta’ Qali-stadion, Attard Publik: 15 000 Domare: Proença (Portugal) |  |
|  |                         |       | Rapport | Basinas 66' (str) |                                                                    |  |
|  |                         |       |         |                   |                                                                    |  |
|  |                         |       |         |                   |                                                                    |  |

|  | 28 mars 2007 20:00 CEST | Turkiet                 | 2–2     | Norge                   | Commerzbank-Arena, Frankfurt Publik: 0 Domare: Farina (Italien) |  |
|  |                         | Hamit Altıntop 72', 90' | Rapport | Brenne 31' Andresen 40' |                                                                 |  |
|  |                         |                         |         |                         |                                                                 |  |
|  |                         |                         |         |                         |                                                                 |  |

|  | 2 juni 2007 21:30 EEST | Grekland                 | 2–0     | Ungern | Pankritio Stadium, Heraklion Publik: 16 000 Domare: Bo Larsen (Danmark) |  |
|  |                        | Gekas 16' Seitaridis 29' | Rapport |        |                                                                         |  |
|  |                        |                          |         |        |                                                                         |  |
|  |                        |                          |         |        |                                                                         |  |

|  | 2 juni 2007 20:00 CEST | Bosnien och Hercegovina                 | 3–2     | Turkiet             | Asim Ferhatović Hase, Sarajevo Publik: 20 000 Domare: Fröjdfeldt (Sverige) |  |
|  |                        | Muslimović 27' Džeko 45+2' Ćustović 90' | Rapport | Şükür 13' Sabri 39' |                                                                            |  |
|  |                        |                                         |         |                     |                                                                            |  |
|  |                        |                                         |         |                     |                                                                            |  |

|  | 2 juni 2007 20:05 CEST | Norge                                          | 4–0     | Malta | Ullevaal Stadion, Oslo Publik: 16 364 Domare: Granat (Polen) |  |
|  |                        | Hæstad 31' Helstad 73' Iversen 79' Riise 90+1' | Rapport |       |                                                              |  |
|  |                        |                                                |         |       |                                                              |  |
|  |                        |                                                |         |       |                                                              |  |

|  | 6 juni 2007 19:00 CEST | Norge                                  | 4–0     | Ungern | Ullevaal Stadion, Oslo Publik: 19 198 Domare: Iturralde (Spanien) |  |
|  |                        | Iversen 22' Braaten 57' Carew 60', 78' | Rapport |        |                                                                   |  |
|  |                        |                                        |         |        |                                                                   |  |
|  |                        |                                        |         |        |                                                                   |  |

|  | 6 juni 2007 20:15 CEST | Bosnien och Hercegovina | 1–0     | Malta | Asim Ferhatović Hase, Sarajevo Publik: 15 000 Domare: Richards (Wales) |  |
|  |                        | Muslimović 6'           | Rapport |       |                                                                        |  |
|  |                        |                         |         |       |                                                                        |  |
|  |                        |                         |         |       |                                                                        |  |

|  | 6 juni 2007 21:30 EEST | Grekland                          | 2–1     | Moldavien  | Pankritio Stadium, Heraklion Publik: 22 000 Domare: Wegereef (Nederländerna) |  |
|  |                        | Charisteas 30' Lyberopoulos 90+5' | Rapport | Frunza 80' |                                                                              |  |
|  |                        |                                   |         |            |                                                                              |  |
|  |                        |                                   |         |            |                                                                              |  |

|  | 8 september 2007 16:00 | Ungern          | 1–0 | Bosnien och Hercegovina | Stadion Sóstói, Székesfehérvár             |                                            |
|  |                        | Gera (39) (str) |     |                         | Publik: 10 000 Domare: Trefoloni (Italien) | Publik: 10 000 Domare: Trefoloni (Italien) |
|  |                        |                 |     |                         | Publik: 10 000 Domare: Trefoloni (Italien) | Publik: 10 000 Domare: Trefoloni (Italien) |
|  |                        |                 |     |                         | Publik: 10 000 Domare: Trefoloni (Italien) | Publik: 10 000 Domare: Trefoloni (Italien) |

|  | 8 september 2007 19:30 | Malta                   | 2–2 | Turkiet                         | Ta’ Qali-stadion, Attard                   |                                            |
|  |                        | Said (41) Schembri (76) |     | Halil Altıntop (45) Servet (78) | Publik: 18 000 Domare: Messner (Österrike) | Publik: 18 000 Domare: Messner (Österrike) |
|  |                        |                         |     |                                 | Publik: 18 000 Domare: Messner (Österrike) | Publik: 18 000 Domare: Messner (Österrike) |
|  |                        |                         |     |                                 | Publik: 18 000 Domare: Messner (Österrike) | Publik: 18 000 Domare: Messner (Österrike) |

|  | 8 september 2007 19:30 | Moldavien | 0–1 | Norge        | Zimbru Stadium, Chişinău             |                                      |
|  |                        |           |     | Iversen (49) | Publik: 15 000 Domare: Małek (Polen) | Publik: 15 000 Domare: Małek (Polen) |
|  |                        |           |     |              | Publik: 15 000 Domare: Małek (Polen) | Publik: 15 000 Domare: Małek (Polen) |
|  |                        |           |     |              | Publik: 15 000 Domare: Małek (Polen) | Publik: 15 000 Domare: Małek (Polen) |

|  | 12 september 2007 19:00 | Norge                 | 2–2 | Grekland            | Ullevaal Stadion, Oslo                   |                                          |
|  |                         | Carew (15) Riise (39) |     | Kyrgiakos (7), (30) | Publik: 24 080 Domare: Busacca (Schweiz) | Publik: 24 080 Domare: Busacca (Schweiz) |
|  |                         |                       |     |                     | Publik: 24 080 Domare: Busacca (Schweiz) | Publik: 24 080 Domare: Busacca (Schweiz) |
|  |                         |                       |     |                     | Publik: 24 080 Domare: Busacca (Schweiz) | Publik: 24 080 Domare: Busacca (Schweiz) |

|  | 12 september 2007 20:30 | Turkiet                                        | 3–0 | Ungern | BJK İnönü Stadium, Istanbul               |                                           |
|  |                         | Gökhan (68) Aurélio (72) Halil Altıntop (90+3) |     |        | Publik: 28 020 Domare: Dougal (Skottland) | Publik: 28 020 Domare: Dougal (Skottland) |
|  |                         |                                                |     |        | Publik: 28 020 Domare: Dougal (Skottland) | Publik: 28 020 Domare: Dougal (Skottland) |
|  |                         |                                                |     |        | Publik: 28 020 Domare: Dougal (Skottland) | Publik: 28 020 Domare: Dougal (Skottland) |

|  | 12 september 2007 20:00 | Bosnien och Hercegovina | 0–1 | Moldavien   | Asim Ferhatović Hase Stadium, Sarajevo |                                        |
|  |                         |                         |     | Bugaev (22) | Publik: 4 000 Domare: Hyytiä (Finland) | Publik: 4 000 Domare: Hyytiä (Finland) |
|  |                         |                         |     |             | Publik: 4 000 Domare: Hyytiä (Finland) | Publik: 4 000 Domare: Hyytiä (Finland) |
|  |                         |                         |     |             | Publik: 4 000 Domare: Hyytiä (Finland) | Publik: 4 000 Domare: Hyytiä (Finland) |

|  | 13 oktober 2007 16:20 | Ungern                    | 2–0 | Malta | Szusza Ferenc Stadium, Budapest             |                                             |
|  |                       | Feczesin (34) Tőzsér (77) |     |       | Publik: 6 000 Domare: Nalbandyan (Armenien) | Publik: 6 000 Domare: Nalbandyan (Armenien) |
|  |                       |                           |     |       | Publik: 6 000 Domare: Nalbandyan (Armenien) | Publik: 6 000 Domare: Nalbandyan (Armenien) |
|  |                       |                           |     |       | Publik: 6 000 Domare: Nalbandyan (Armenien) | Publik: 6 000 Domare: Nalbandyan (Armenien) |

|  | 13 oktober 2007 21:00 | Moldavien   | 1–1 | Turkiet   | Zimbru Stadium, Chişinău                  |                                           |
|  |                       | Frunză (11) |     | Ümit (63) | Publik: 10 500 Domare: Atkinson (England) | Publik: 10 500 Domare: Atkinson (England) |
|  |                       |             |     |           | Publik: 10 500 Domare: Atkinson (England) | Publik: 10 500 Domare: Atkinson (England) |
|  |                       |             |     |           | Publik: 10 500 Domare: Atkinson (England) | Publik: 10 500 Domare: Atkinson (England) |

|  | 13 oktober 2007 21:30 | Grekland                                     | 3–2 | Bosnien och Hercegovina    | Olympic Stadium, Aten                   |                                         |
|  |                       | Charisteas (10) Gekas (57) Lyberopoulos (72) |     | Hrgović (54) Ibišević (90) | Publik: 35 000 Domare: Gilewski (Polen) | Publik: 35 000 Domare: Gilewski (Polen) |
|  |                       |                                              |     |                            | Publik: 35 000 Domare: Gilewski (Polen) | Publik: 35 000 Domare: Gilewski (Polen) |
|  |                       |                                              |     |                            | Publik: 35 000 Domare: Gilewski (Polen) | Publik: 35 000 Domare: Gilewski (Polen) |

|  | 17 oktober 2007 19:30 | Malta                      | 2–3 | Moldavien                           | Ta’ Qali-stadion, Attard                   |                                            |
|  |                       | Scerri (71) M. Mifsud (84) |     | Bugaev (24) (str) Frunză (31), (35) | Publik: 10 000 Domare: Ishchenko (Ukraina) | Publik: 10 000 Domare: Ishchenko (Ukraina) |
|  |                       |                            |     |                                     | Publik: 10 000 Domare: Ishchenko (Ukraina) | Publik: 10 000 Domare: Ishchenko (Ukraina) |
|  |                       |                            |     |                                     | Publik: 10 000 Domare: Ishchenko (Ukraina) | Publik: 10 000 Domare: Ishchenko (Ukraina) |

|  | 17 oktober 2007 20:30 | Turkiet | 0–1 | Grekland        | Ali Sami Yen Stadium, Istanbul            |                                           |
|  |                       |         |     | Amanatidis (79) | Publik: 24 000 Domare: González (Spanien) | Publik: 24 000 Domare: González (Spanien) |
|  |                       |         |     |                 | Publik: 24 000 Domare: González (Spanien) | Publik: 24 000 Domare: González (Spanien) |
|  |                       |         |     |                 | Publik: 24 000 Domare: González (Spanien) | Publik: 24 000 Domare: González (Spanien) |

|  | 17 oktober 2007 20:30 | Bosnien och Hercegovina | 0–2 | Norge                   | Asim Ferhatović Hase Stadium, Sarajevo   |                                          |
|  |                       |                         |     | Hagen (5) B. Riise (74) | Publik: 1 500 Domare: Lannoy (Frankrike) | Publik: 1 500 Domare: Lannoy (Frankrike) |
|  |                       |                         |     |                         | Publik: 1 500 Domare: Lannoy (Frankrike) | Publik: 1 500 Domare: Lannoy (Frankrike) |
|  |                       |                         |     |                         | Publik: 1 500 Domare: Lannoy (Frankrike) | Publik: 1 500 Domare: Lannoy (Frankrike) |

|  | 17 november 2007 19:00 | Moldavien                           | 3–0 | Ungern | Zimbru Stadium, Chişinău                  |                                           |
|  |                        | Bugaev (13) Josan (23) Alexeev (86) |     |        | Publik: 6 483 Domare: Královec (Tjeckien) | Publik: 6 483 Domare: Královec (Tjeckien) |
|  |                        |                                     |     |        | Publik: 6 483 Domare: Královec (Tjeckien) | Publik: 6 483 Domare: Královec (Tjeckien) |
|  |                        |                                     |     |        | Publik: 6 483 Domare: Královec (Tjeckien) | Publik: 6 483 Domare: Královec (Tjeckien) |

|  | 17 november 2007 19:00 | Norge      | 1–2 | Turkiet              | Ullevaal Stadion, Oslo                 |                                        |
|  |                        | Hagen (12) |     | Emre (31) Nihat (59) | Publik: 24 080 Domare: Merk (Tyskland) | Publik: 24 080 Domare: Merk (Tyskland) |
|  |                        |            |     |                      | Publik: 24 080 Domare: Merk (Tyskland) | Publik: 24 080 Domare: Merk (Tyskland) |
|  |                        |            |     |                      | Publik: 24 080 Domare: Merk (Tyskland) | Publik: 24 080 Domare: Merk (Tyskland) |

|  | 17 november 2007 21:30 | Grekland                                            | 5–0 | Malta | Olympic Stadium, Aten                    |                                          |
|  |                        | Gekas (32), (72), (74) Basinas (54) Amanatidis (61) |     |       | Publik: 35 000 Domare: Kaldama (Estland) | Publik: 35 000 Domare: Kaldama (Estland) |
|  |                        |                                                     |     |       | Publik: 35 000 Domare: Kaldama (Estland) | Publik: 35 000 Domare: Kaldama (Estland) |
|  |                        |                                                     |     |       | Publik: 35 000 Domare: Kaldama (Estland) | Publik: 35 000 Domare: Kaldama (Estland) |

|  | 21 november 2007 20:00 | Malta          | 1–4 | Norge                                        | Ta’ Qali-stadion, Attard                  |                                           |
|  |                        | M. Mifsud (53) |     | Iversen (25), (27) (str), (45) Pedersen (75) | Publik: 6 000 Domare: Baskakov (Ryssland) | Publik: 6 000 Domare: Baskakov (Ryssland) |
|  |                        |                |     |                                              | Publik: 6 000 Domare: Baskakov (Ryssland) | Publik: 6 000 Domare: Baskakov (Ryssland) |
|  |                        |                |     |                                              | Publik: 6 000 Domare: Baskakov (Ryssland) | Publik: 6 000 Domare: Baskakov (Ryssland) |

|  | 21 november 2007 21:00 | Turkiet    | 1–0 | Bosnien och Hercegovina | Ali Sami Yen Stadium, Istanbul                   |                                                  |
|  |                        | Nihat (43) |     |                         | Publik: 22 000 Domare: Braamhaar (Nederländerna) | Publik: 22 000 Domare: Braamhaar (Nederländerna) |
|  |                        |            |     |                         | Publik: 22 000 Domare: Braamhaar (Nederländerna) | Publik: 22 000 Domare: Braamhaar (Nederländerna) |
|  |                        |            |     |                         | Publik: 22 000 Domare: Braamhaar (Nederländerna) | Publik: 22 000 Domare: Braamhaar (Nederländerna) |

|  | 21 november 2007 20:15 | Ungern      | 1–2 | Grekland                         | Szusza Ferenc Stadium, Budapest         |                                         |
|  |                        | Buzsáky (7) |     | Självmål (22) Basinas (59) (str) | Publik: 32 300 Domare: Styles (England) | Publik: 32 300 Domare: Styles (England) |
|  |                        |             |     |                                  | Publik: 32 300 Domare: Styles (England) | Publik: 32 300 Domare: Styles (England) |
|  |                        |             |     |                                  | Publik: 32 300 Domare: Styles (England) | Publik: 32 300 Domare: Styles (England) |

## Skytteliga
7 mål
- Steffen Iversen

5 mål
- Theofanis Gekas
- Hakan Şükür

4 mål
- Zvjezdan Misimović, Zlatan Muslimović
- Viorel Frunză
- John Carew
- Zoltán Gera

3 mål
- Angelos Basinas, Angelos Charisteas, Sotirios Kyrgiakos, Nikolaos Lyberopoulos
- Michael Mifsud, Andre Schembri
- Igor Bugaev
- Nihat Kahveci, Tuncay Şanlı

2 mål
- Mirko Hrgović
- Ioannis Amanatidis, Kostas Katsouranis
- Sergei Rogaciov
- Erik Hagen, Morten Gamst Pedersen, John Arne Riise, Ole Gunnar Solskjær, Fredrik Strømstad
- Halil Altıntop, Hamit Altıntop, Tümer Metin, Gökhan Ünal

1 mål
- Sergej Barbarez, Mladen Bartolović, Adnan Ćustović, Edin Džeko, Ivica Grlic, Vedad Ibišević
- Christos Patsatzoglou, Georgios Samaras, Yourkas Seitaridis
- George Mallia, Jamie Pace, Brian Said, Terence Scerri
- Serghei Alexeev, Alexandru Epureanu, Nicolae Josan
- Martin Andresen, Daniel Braaten, Simen Brenne, Kristofer Hæstad, Thorstein Helstad, Bjørn Helge Riise
- Mehmet Aurélio, Emre Belözoğlu, Servet Çetin, Gökdeniz Karadeniz, Umit Karan, Sabri Sarıoğlu
- Ákos Buzsáky, Pál Dárdai, Róbert Feczesin, Szabolcs Huszti, Tamás Priskin, Sándor Torghelle, Dániel Tőzsér

Självmål
- Vilmos Vanczák (åt Grekland)

## Övrigt
Den 3 juli 2006 beslöts att utesluta Grekland från internationell tävlan då det grekiska fotbollsförbundet misstänktes ha för starka band till Greklands regering. Fastän inget meddelades verkade det som att detta skulle innebära att Greklands landslag inte skulle tillåtas delta. Den 12 juli 2006 upphävde Fifa beslutet, och Grekland kunde starta.[källa behövs]